# 龍門炭鉱駅
龍門炭鉱駅（リョンムンタングァンえき、朝鮮語: 룡문탄광역）は、朝鮮民主主義人民共和国平安北道球場郡にある駅で、龍門炭鉱線に属する。 

## 歴史
- 1941年9月1日：開業[1]。

## 隣の駅
龍門炭鉱線
魚龍駅 - 龍門炭鉱駅